# サンライズ・アベニュー
サンライズ・アベニュー(Sunrise Avenue)は、フィンランドのロックバンド。1992年、フィンランドのエスポーにて結成。結成当時は「サンライズ(Sunrise)」と呼ばれていたが、2001年バンド名を「サンライズ・アベニュー(Sunrise Avenue)」に変更した。

## メンバー
現在のメンバー
- Samu Aleksi Haber（1976年4月2日 - ）: vocal, guitar
- Ilkka "Raul" Ruutu（1975年8月28日 - ）: bass, background vocals (2002–present)
- Sami Tapio Osala（1980年3月10日 - ）: drums (2005–present)
- Riku Juhani Rajamaa（1975年11月4日 - ）: lead guitar, background vocals (2007–present)

ツアーメンバー
- Osmo Ikonen（1980年4月18日 - ）: keyboards (2009–present)

## ディスコグラフィー
Albums
- On the Way to Wonderland (2006)
- Popgasm (2009)
- Acoustic Tour 2010 (2010)
- Out of Style (2011)
- Out of Style - Live Edition (2012)
- Unholy Ground (2013)
- Fairytales - Best Of (2014)